# Норвешка партија напретка
Норвешка партија напретка (норвешки: Fremskrittspartiet (букмол), Framstegspartiet (њунорск), FrP) је националистичка политичка странка у Норвешкој. Председница странке је Сив Јенсен.

## Историја
Норвешка партија прогреса (ФРП) је основана 8. априла 1973. године. Њен оснивач је био Андрес Ланг.
Након смрти Андреаса Ланга 1974. године ФРП је привремено преузео Евид Ецко. Убрзо након тога званични председник ФРП је постао Арви Ленум, који на тој функцији остао до 1978. године када га је наследио Карл Хаген.
Хаген је успешно водио странку све до 2006. године када је ФРП препустио тада младој потпредседници Сив Јенсен.

## Председник странке
Председник ФРП је Сив Јенсен. Рођена је 1. јуна 1969. у Ослу.
Сматра се једном од најбољих женских политичара на свету.

## Изборни резултати
На првим изборима на којима је учествовала ФРП је освојила 5% гласова 1973. године.
На изборима 1989, ФРП је освојила 13% гласова, а годину дана касније члан ФРП Петер Мухре је постао премијер Осла.
На изборима 1997, ФРП је освојила 15,3%, а 2001. је освојила 14,6% гласова.
До 2005, ФРП је преузела самостално власт у чак 40% општина и градова у Норвешкој и тако постала најјача странка на локалном нивоу. На изборима 2005. освојила је друго место добивши близу 23% гласова. На великом истраживању 2006, 32,9% норвешких грађана се изјаснило да највеће поверење имају у ФРП.
Резултати на парламентарним изборима по годинама:
| Година | успех |
| ------ | ----- |
| 1973.  | 5,0%  |
| 1977.  | 1,9%  |
| 1981.  | 4,5%  |
| 1985.  | 3,7%  |
| 1989.  | 13,0% |
| 1993.  | 6,3%  |
| 1997.  | 15,3% |
| 2001.  | 14,6% |
| 2005.  | 22,1% |
| 2009.  | 22,9% |

ФРП је чланица Алијансе за Европу нација, и на изборима за ЕУ парламент 2009. године освојила је 25% гласова.

## Идеологија
ФРП себе сматра либералном политичком странком која се залаже за поштовање нордијске традиције, културе и части базираној на хришћанским и породичним вредностима, али се залаже и за везе са САД и Израелом.
ФРП такође баштини национализам као своју идеолошку матрицу.
ФРП се противи међународним интеграцијама посебно Светској банци и ЕУ.
ФРП је веома оштра према питањима емиграције, а посебно муслимана.
Члан ФРП био је вишеструки убица Андреас Брејвик.